# Козача кавалерійська бригада генерала Туркула
Козача кавалерійська бригада генерала Туркула (нім. Kosaken-Reiter-Brigade "Turkul") — сформований на останньому етапі Другої світової війни підрозділ Збройних сил Комітету визволення народів Росії.

## Історія
Генерал А. Туркул в Австрії почав формувати у березні 1945 самостійний кавалерійський корпус ЗС КОНР. Їхнє командування розміщувалось біля Зальцбургу, військові підрозділи у Лієнці, Любляні, Філлаху. Через брак особового складу було сформовано бригаду замість корпусу чисельністю близько 5.000 осіб.
Її командування складалось з:
- командир генерал А. Туркул
- адютант командира С. І. Афанасьєв
- начальник штабу генерал В. В. Крейтер[1]

Бригада ділилась на:
- І полк — самостійний полк полковника Петра Крижанівського
- II полк — Добровольчий Полк «Варяг» полковника Михайла Семьонова[2]
- III полк полковника Василя Кардакова[3]
- Полк донських козаків генерала Сисоя Бородіна[4]